# 伯多祿炮台

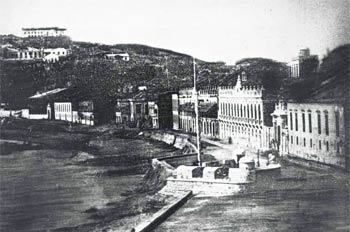
1844年的照片，可見伯多祿炮台

伯多祿炮台（或稱南環炮台），是曾位於澳門南灣之炮台，曾是軍事防禦據點之一，現今已不存在。昔日的伯多祿炮台與嘉思欄炮台、燒灰爐炮台以城牆相連，聯合防禦南灣的沿海地區。

## 沿革
伯多祿炮台約建於1622年（即明天啟二年），其後於1775年（即清乾隆四十年）和1867年（清同治六年）增置大炮，總數為12門大炮。直到南灣進行填海造地時（即1934年），炮台終被拆毀。

## 外部連結
- 澳門百科全書：伯多祿炮台